# بازارک (بلخ)
بازارک (به لاتین: Bazarak) یک منطقهٔ مسکونی در افغانستان است که در ولایت بلخ واقع شده‌است.